# Pico da Arrenquinha
O Pico da Arrenquinha é uma elevação portuguesa localizada no concelho de Ponta Delgada, ilha de São Miguel, arquipélago dos Açores.
Este acidente geológico tem o seu ponto mais elevado a 284 metros de altitude acima do nível do mar e encontra-se nas proximidades do Pico dos Achos, do Pico Grande, do Pico da Batalha e da localidade dos Aflitos.